# Eccellenza Calabria 2005-2006
Il campionato italiano di calcio di Eccellenza regionale 2005-2006 è stato il quindicesimo organizzato in Italia. Rappresenta il sesto livello del calcio italiano.
Questo è il campionato della Calabria, gestito dal Comitato Regionale Calabria; è costituito da un girone all'italiana, che ospita 16 squadre.

## Squadre partecipanti
- A.S. Belvedere, Belvedere Marittimo (CS)
- F.C. Boca Pellaro 1921, Pellaro di Reggio Calabria
- A.S. Bovalinese, Bovalino (RC)
- A.S.D. Castrovillari Calcio, Castrovillari (CS)
- A.S.D. Compr. Capo Vaticano, Ricadi (VV)
- A.S.D. Corigliano Schiavonea, Corigliano Calabro (CS)
- A.S. Deliese, Delianuova (RC)
- F.C. Guardavalle, Guardavalle (CZ)
- U.S. Palmese 1912, Palmi (RC)

- U.S.D. Paolana, Paola (CS)
- U.S. Praia, Praia a Mare (CS)
- A.S.D. Sambiase 1962, Lamezia Terme (CZ)
- U.S. Scalea 1912, Scalea (CS)
- A.S.D. Siderno, Siderno (RC)
- Pol. Taurianovese, Taurianova (RC)
- S.S. Vallata Bagaladi San Lorenzo, Bagaladi (RC)

## Classifica finale
|  | Pos. | Squadra                      | Pt | G  | V  | N  | P  | GF | GS | DR  |
|  | ---- | ---------------------------- | -- | -- | -- | -- | -- | -- | -- | --- |
|  | 1.   | Paolana                      | 67 | 30 | 21 | 4  | 5  | 49 | 16 | +33 |
|  | 2.   | Castrovillari                | 66 | 30 | 19 | 9  | 2  | 42 | 15 | +27 |
|  | 3.   | Compr. Capo Vaticano         | 55 | 30 | 16 | 7  | 7  | 42 | 19 | +23 |
|  | 4.   | Sambiase                     | 51 | 30 | 14 | 9  | 7  | 49 | 30 | +19 |
|  | 5.   | Scalea                       | 48 | 30 | 13 | 9  | 8  | 37 | 23 | +14 |
|  | 6.   | Taurianovese                 | 48 | 30 | 13 | 9  | 8  | 31 | 20 | +11 |
|  | 7.   | Praia                        | 44 | 30 | 12 | 8  | 10 | 34 | 31 | +3  |
|  | 8.   | Bovalinese                   | 41 | 30 | 11 | 8  | 11 | 29 | 35 | -6  |
|  | 9.   | Siderno                      | 41 | 30 | 12 | 5  | 13 | 26 | 34 | -8  |
|  | 10.  | Deliese                      | 39 | 30 | 11 | 6  | 13 | 32 | 37 | -5  |
|  | 11.  | Vallata Bagaladi San Lorenzo | 37 | 30 | 9  | 10 | 11 | 33 | 32 | +1  |
|  | 12.  | Belvedere (-3)               | 32 | 30 | 10 | 5  | 15 | 30 | 41 | -11 |
|  | 13.  | Palmese                      | 31 | 30 | 8  | 7  | 15 | 25 | 36 | -11 |
|  | 14.  | Corigliano Schiavonea        | 19 | 30 | 4  | 7  | 19 | 18 | 57 | -39 |
|  | 15.  | Boca Pellaro                 | 19 | 30 | 5  | 4  | 21 | 27 | 57 | -30 |
|  | 16.  | Guardavalle (-2)             | 19 | 30 | 4  | 9  | 17 | 27 | 48 | -21 |

## Spareggi

### Play-off

#### Semifinali
| Squadra 1 | Totale | Squadra 2            | Andata | Ritorno |
| --------- | ------ | -------------------- | ------ | ------- |
| Scalea    | 1 - 3  | Castrovillari        | 0 - 2  | 1 - 1   |
| Sambiase  | 2 - 4  | Compr. Capo Vaticano | 1 - 0  | 1 - 4   |

##### Andata
| 10 aprile 2006 | Scalea | 0 – 2 | Castrovillari |  |

| 10 aprile 2006 | Sambiase | 1 – 0 | Compr. Capo Vaticano |  |

##### Ritorno
| 01 maggio 2006 | Castrovillari | 1 – 1 | Scalea |  |

| 01 maggio 2006 | Compr. Capo Vaticano | 4 – 1 | Sambiase |  |

#### Finale
| Squadra 1            | Totale | Squadra 2     | Andata | Ritorno |
| -------------------- | ------ | ------------- | ------ | ------- |
| Compr. Capo Vaticano | 2 - 2  | Castrovillari | 1 - 1  | 1 - 1   |

##### Andata
| 07 maggio 2006 | Compr. Capo Vaticano | 1 – 1 | Castrovillari |  |

##### Ritorno
| 14 maggio 2006 | Castrovillari | 1 – 1 | Compr. Capo Vaticano |  |

### Play-out
| Squadra 1             | Totale | Squadra 2 | Andata | Ritorno |
| --------------------- | ------ | --------- | ------ | ------- |
| Boca Pellaro          | 1 - 1  | Belvedere | 1 - 0  | 0 - 1   |
| Corigliano Schiavonea | 3 - 1  | Palmese   | 1 - 0  | 2 - 1   |

#### Andata
| 07 maggio 2006 | Boca Pellaro | 1 – 0 | Belvedere |  |

| 07 maggio 2006 | Corigliano Schiavonea | 1 – 0 | Palmese |  |

#### Ritorno
| 14 maggio 2006 | Belvedere | 1 – 0 | Boca Pellaro |  |

| 14 maggio 2006 | Palmese | 1 – 2 | Corigliano Schiavonea |  |